# Дучевац
Дучевац је насеље у Србији у општини Бабушница у Пиротском округу. Према попису из 2022. било је 40 становника.
Село је у области званој Лужница (по истоименој реци), у Пиротском округу.
Центар села је удаљен око 8 km источно од Бабушнице. Село је брдско-планинског разуђеног типа. Од касних 60-их до средине 80-их година 20. века било је изложено масовној миграцији популације у оближње градове. Село је са остарелом популацијом која се углавном бави екстезивном пољопривредом.
Село је имало четвороразредну школу поред центра села која је престала са радом средином 80-их и два гробља. Школска зграда је изграђена после Другог светског рата. Село има неколико воденица поточара.
Верује се да је Дучевац добио име од латинске речи дуче, која значи вођа. Није јасно како је ова реч ушла у назив имена села које је чисто етнички словенско, и културолошки је било вековима изоловано. Слава села је Павловдан или дан Светог Апостола Павла, која увек пада на 13. јул.
За време оба светска рата село је било под бугарском окупацијом. Мештани села говоре обликом тимочко-лужничког дијалекта који је у изумирању, а који је у Вуковом речнику назван шопским дијалектом.
Село је подељено у тзв. ма(ха)ле, које чине мале територијалне целине са по неколико породица које су углавном у сродству:
- Дупшинци,
- Крстинци (сви се презивају Крстић),
- Млаџинци,
- Ливкодарци,
- Гмитровци

и две мале са истим именом Јанковци.

## Демографија
У насељу Дучевац живи 132 пунолетна становника, а просечна старост становништва износи 62,1 година (62,4 код мушкараца и 61,7 код жена). У насељу има 63 домаћинства, а просечан број чланова по домаћинству је 2,16.
Ово насеље је у потпуности насељено Србима (према попису из 2002. године), а у последња три пописа, примећен је пад у броју становника.
|  |

| Демографија | Демографија | Демографија |
| Година      | Становника  | Становника  |
| ----------- | ----------- | ----------- |
| 1948.       | 636         |             |
| 1953.       | 597         |             |
| 1961.       | 510         |             |
| 1971.       | 429         |             |
| 1981.       | 304         |             |
| 1991.       | 209         | 209         |
| 2002.       | 136         | 136         |
| 2011.       | 82          |             |
| 2022.       | 40          |             |

| Етнички састав према попису из 2002.‍ | Етнички састав према попису из 2002.‍ | Етнички састав према попису из 2002.‍ | Етнички састав према попису из 2002.‍ | Етнички састав према попису из 2002.‍ |
| ------------------------------------ | ------------------------------------ | ------------------------------------ | ------------------------------------ | ------------------------------------ |
|                                      |                                      |                                      |                                      |                                      |
| Срби                                 | Срби                                 |                                      | 136                                  | 100,0%                               |

| Година пописа     | 1948. | 1953. | 1961. | 1971. | 1981. | 1991. | 2002. |
| ----------------- | ----- | ----- | ----- | ----- | ----- | ----- | ----- |
| Број домаћинстава | 94    | 91    | 92    | 97    | 89    | 73    | 63    |

| Број чланова      | 1  | 2  | 3  | 4 | 5 | 6 | 7 | 8 | 9 | 10 и више | Просек |
| ----------------- | -- | -- | -- | - | - | - | - | - | - | --------- | ------ |
| Број домаћинстава | 18 | 28 | 11 | 2 | 3 | 1 | 0 | 0 | 0 | 0         | 2,16   |

| Пол    | Укупно | Неожењен/Неудата | Ожењен/Удата | Удовац/Удовица | Разведен/Разведена | Непознато |
| ------ | ------ | ---------------- | ------------ | -------------- | ------------------ | --------- |
| Мушки  | 68     | 7                | 48           | 13             | 0                  | 0         |
| Женски | 64     | 6                | 46           | 11             | 1                  | 0         |
| УКУПНО | 132    | 13               | 94           | 24             | 1                  | 0         |

| Пол    | Укупно                    | Пољопривреда, лов и шумарство | Рибарство                            | Вађење руде и камена | Прерађивачка индустрија       |
| ------ | ------------------------- | ----------------------------- | ------------------------------------ | -------------------- | ----------------------------- |
| Мушки  | 33                        | 27                            | 0                                    | 0                    | 2                             |
| Женски | 23                        | 20                            | 0                                    | 0                    | 3                             |
| УКУПНО | 56                        | 47                            | 0                                    | 0                    | 5                             |
| Пол    | Производња и снабдевање   | Грађевинарство                | Трговина                             | Хотели и ресторани   | Саобраћај, складиштење и везе |
| Мушки  | 0                         | 1                             | 1                                    | 0                    | 1                             |
| Женски | 0                         | 0                             | 0                                    | 0                    | 0                             |
| УКУПНО | 0                         | 1                             | 1                                    | 0                    | 1                             |
| Пол    | Финансијско посредовање   | Некретнине                    | Државна управа и одбрана             | Образовање           | Здравствени и социјални рад   |
| Мушки  | 0                         | 0                             | 0                                    | 1                    | 0                             |
| Женски | 0                         | 0                             | 0                                    | 0                    | 0                             |
| УКУПНО | 0                         | 0                             | 0                                    | 1                    | 0                             |
| Пол    | Остале услужне активности | Приватна домаћинства          | Екстериторијалне организације и тела | Непознато            | Непознато                     |
| Мушки  | 0                         | 0                             | 0                                    | 0                    | 0                             |
| Женски | 0                         | 0                             | 0                                    | 0                    | 0                             |
| УКУПНО | 0                         | 0                             | 0                                    | 0                    | 0                             |